# Centre hospitalier de Saintonge
Le centre hospitalier de Saintes (CHS) est un hôpital public situé à Saintes, dans le département de la Charente-Maritime, en région Nouvelle-Aquitaine. 
Plus important centre de soins du département, il remplace l'ancien hôpital Saint-Louis, désaffecté en 2007, et est au centre d'une cité hospitalière regroupant huit pôles techniques et médico-techniques, deux hôpitaux de jour, une unité de psychiatrie adulte et de psychiatrie infanto-juvénile, deux instituts de formation et une maison d'accueil pour les familles des personnes hospitalisées. À l'entrée de la ville (Saintes-Ouest), il est desservi par le réseau de transports urbains de l'agglomération saintaise, BUSS. 
Le CHS a pour mission de proposer une large gamme de soins à un bassin de population couvrant une grande moitié Sud et Est du département, depuis Saint-Jean-d'Angély et Jonzac (où existent des antennes du CHS), en passant par Royan et Pons. Il rayonne sur une partie du département de la Charente (Cognac).

## Présentation
Plusieurs années de travaux ont abouti à la création d'une cité hospitalière localisée dans la partie ouest de l'agglomération. Regroupant infrastructures de soins et infrastructures de formation, elle s'est vue complétée par un nouveau centre hospitalier dont l'inauguration est intervenue en 2007. Baptisé Centre Hospitalier de Saintonge, il remplace l'ancien hôpital Saint-Louis, aujourd'hui désaffecté.
Le centre hospitalier se compose de huit pôles cliniques et médico-techniques, chacun ayant à sa tête un praticien hospitalier, un coordonnateur paramédical et un directeur référent, membre de l'équipe de direction. Ces pôles sont respectivement dévolus à la médecine générale (unité de cardiologie, de soins intensifs, de neurologie, d'oncologie, de neurologie ou de soins de suite), à la chirurgie (unité de chirurgie orthopédique et traumatologique, de chirurgie digestive, de chirurgie réparatrice ou de chirurgie gynécologique) ou encore à la psychiatrie (unité de psychiatrie adulte et de psychiatrie infanto-juvénile). Un service de maternité, de pédiatrie, d'urgences et de réanimation sont également intégrés au centre hospitalier.

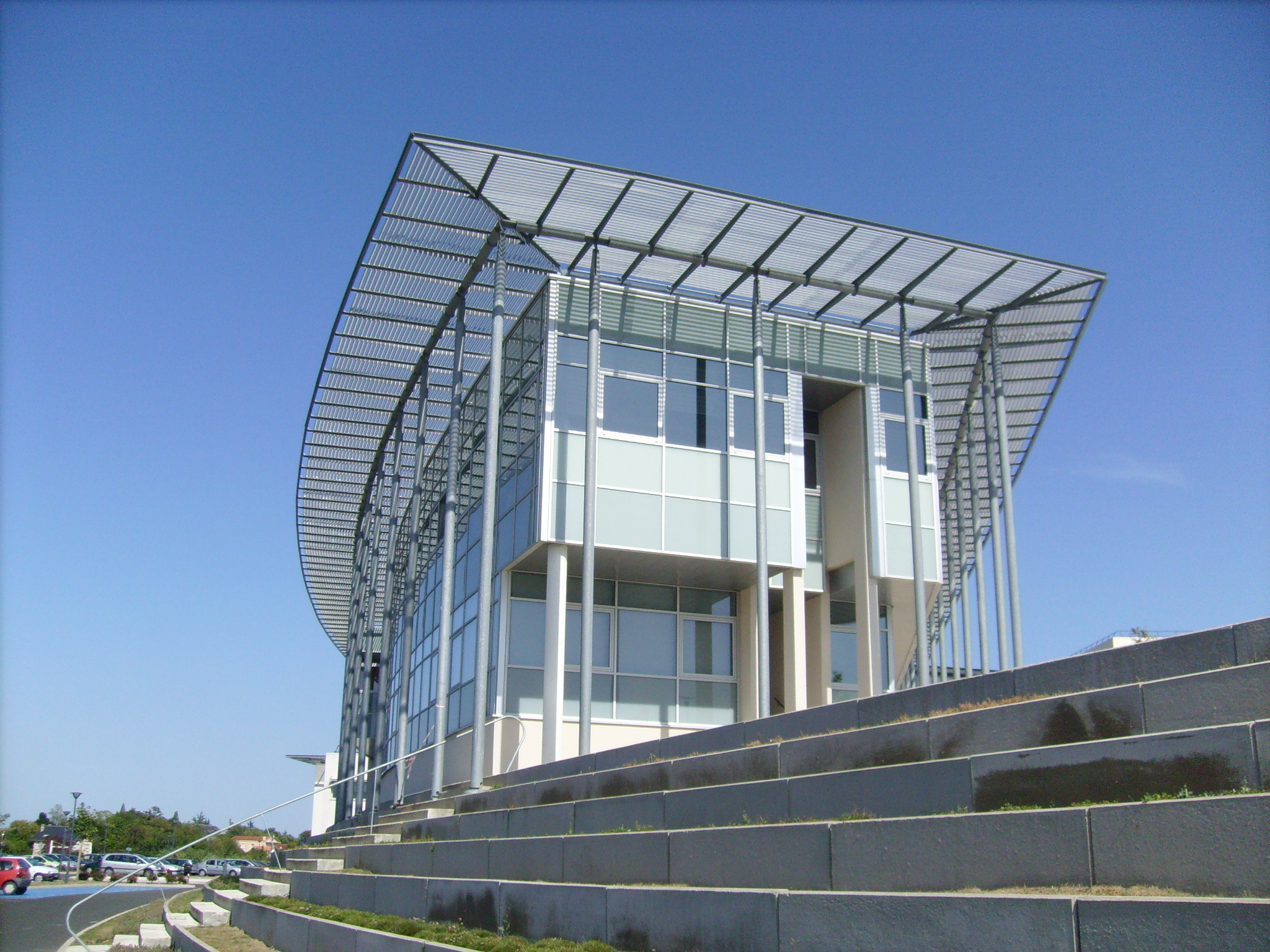
Le pavillon Prévention - Social - Santé publique du CHS.

Le centre hospitalier est formé d'un bâtiment central de trois niveaux accueillant l'essentiel des services, tandis que certaines unités sont implantées dans des annexes encadrant le bâtiment principal. Plusieurs hôpitaux de jour dépendent du centre hospitalier : ce sont l'hôpital de jour Le Pérat (pour adultes), l'hôpital de jour La Chadène (pour enfants) et l'hôpital médico-chirurgical. De même, plusieurs centres d'aides pour enfants et adolescents en souffrance psychologique fonctionnent de concert avec le centre hospitalier : ainsi du CAP'Ado (Centre d'aide psychologique pour adolescents) ou du CAMPE (Centre d'aide médico-psychologique à l'enfance). LAPS'Ado est une unité d'hospitalisation spécifique pour les adolescents en difficulté.
La cité hospitalière accueille également l'hôpital des Arènes, situé rue Paul Doumer. Ce dernier est plus spécifiquement orienté vers les soins de longue durée ou de réadaptation. Une structure d'accueil pour personnes âgées dépendantes (EHPAD) y a été aménagée. Au total, l'établissement dispose de 141 places au maximum. 
Deux instituts de formation sont établis dans le périmètre de la cité hospitalière : l'institut de formation en soins infirmiers (IFSI) et l'institut de formation des aides soignants (IFAS).